# 牛頸須恵器窯跡
牛頸須恵器窯跡（うしくびすえきかまあと）は、福岡平野東南部の福岡県大野城市上大利・牛頸を中心に春日市・太宰府市にかけて広がる古代須恵器の窯跡群である。牛頸窯跡群（うしくびかまあとぐん）とも呼ばれる。2009年（平成21年）2月12日に国の史跡に指定され、また日本遺産の構成文化財の1つにも認定されている。三大古窯の1つにも数えられる。

## 概要
6世紀中頃〜9世紀中頃に操業された西日本で最大級の須恵器窯跡群である。地下式窖窯である。窯跡は、東西4㎞、南北約4.8kmに分布し、500基以上があったと推定されている。6世紀中頃から末にかけて大型化し、6世紀末〜7世紀前半には全長が10ｍを越すものが増えたが、それ以後は小型化した。大型化した時期、焼成部奥に複数の煙道をもつ牛頸須恵器窯跡特有の多孔式煙道窯が多かった。古墳時代から奈良時代前半の焼成器種は、坏・瓶類・甕など多様であったが、奈良時代中頃には坏・皿などの小型器種に特化したという。その流通範囲は、古墳時代には福岡平野周辺に限られるものの、奈良時代には律令制下の国境を越えて、九州北部全体に拡大。本窯跡は、奈良時代から平安時代初頭にかけて、北部九州全体に須恵器を供給した大規模なものであり、古墳時代から古代にかけての須恵器窯業の変遷過程もよく示しており、古代須恵器の生産と広域流通の実態を知る上で重要である。
学術的にその存在が認識されたのは大正時代。中山平次郎が現地を訪れて調査を行ったのが最初で、その後1963年（昭和38年）に小田富士雄が上大利にあった水城の築堤崖面に露出した窯跡を調査して「牛頸窯跡群」の名称で報告を行なっている。1968年（昭和43年）には福岡県教育委員会が本格的な発掘調査を初めて行ない、同年には国士舘大学の大川清による調査も行われて、それ以降も1970年代から2000年代にかけて断続的に発掘調査が実施されてきた。これまでに発掘調査が行われた窯跡は300基以上に及ぶ。

## 日本遺産
2015年（平成27年）に認定されていた同県太宰府市単独の日本遺産ストーリー『古代日本の「西の都」～東アジアとの交流拠点』の広域型ストーリーへの変更に伴って、2020年（令和2年）6月19日に当窯跡が構成文化財の1つに追加認定された。